# Mercado Nocturno de Luodong

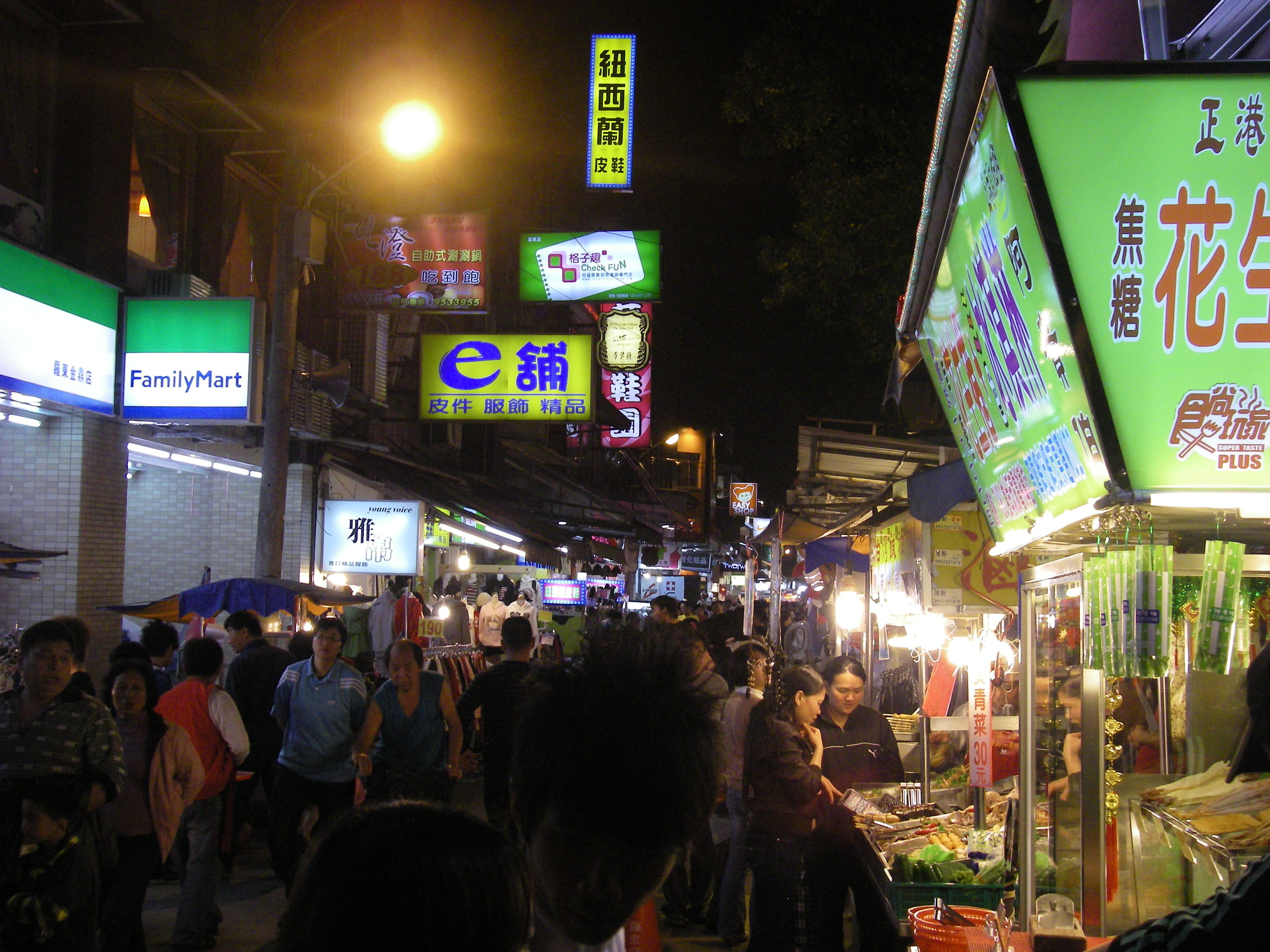
El Mercado Nocturno de Luodong.

El Mercado Nocturno de Luodong (chino tradicional: 羅東夜市) es un mercado nocturno de Taiwán. Está situado en el Parque Zhongshan, en Luodong, Yilan. Está abierto todo el año y se extiende a lo largo del barrio comercial de Luodong. Actualmente se está convirtiendo en una de las atracciones más populares del condado de Yilan.

## Comidas
El Mercado Nocturno de Luodong es famoso y popular por las diversas comidas locales típicas allí:
- Perlas con el frijol en el centro (包心粉圓 bao xin fen yuan): Las perlas (las bolas de arroz glutinoso) calientes con un frijol azuki en el centro. Normalmente se sirven con douhua fría u otros postres.
- Tallarines con los patos fritos (卜鴨麵 bu ya mian): Los tallarines con los pedazos fritos de pato. Bu en el nombre chino "bu ya mian" se pronuncia po̍k y significa "frito" en taiwanés.
- Sopa de carnero (羊肉湯 yang rou tang)
- Helado de copo de nieve (雪花冰 xue hua bing): El helado de los hielos afeitados como copo de nieve con otros ingredientes, por ejemplo, mantequilla de cacahuate, mermelada o pudín, etc.
- Rollito de helado con cacahuete (花生捲冰淇淋 hua sheng juan bing qi lin): El rollito de primavera con un poco de cilantro, unos polvos de caramelos de cacahuetes y dos o tres bolas de helado por dentro.
- Pan de cebolleta de Yifeng (義豐蔥油餅 yi feng cong you bing)